# Gemeinde Pernik
Die Gemeinde Pernik (bulgarisch Община Перник) ist eine Gemeinde in der Provinz Pernik in Bulgarien.

## Demographie
Bei der Volkszählung von 2011 betrug die Einwohnerzahl von Pernik 97.181. Die meisten Einwohner waren Bulgaren (91,4 %) mit einer Minderheit von Zigeunern/Roma (1,83 %). 6,36 % der ethnischen Zugehörigkeit der Bevölkerung waren unbekannt.

## Dörfer
Neben der Hauptstadt Pernik befinden sich folgende Ortschaften in der Gemeinde:
| - Batanowzi (Stadt) - Bogdanow dol - Bosnek - Tscherna Gora - Tschujpetlowo - Diwotino - Dragitchewo - Golemo Butschino - Jardschilowzi | - Kladniza - Kralew Dol - Leskovez - Ljulin - Meschtiza - Planinza - Raduj | - Rasnik - Rudarzi - Selischten Dol - Studena - Wiskjar - Witanowzi - Sidarzi |